# Zatrephes klagesi
Zatrephes klagesi là một loài bướm đêm thuộc phân họ Arctiinae, họ Erebidae.